# Bacteri gramnegatiu

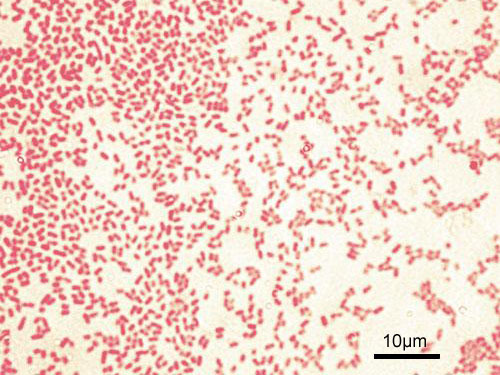
Pseudomonas aeruginosa gramnegatiu (bastons vermells-rosats).

Els bacteris gramnegatius són aquells bacteris que no retenen el cristall violeta en la tinció de Gram i que per tant apareixen de color rosat al microscopi òptic. Aquest color es deu a la utilització de la safranina com a colorant de contrast durant la tinció de Gram, i els diferencia dels bacteris grampositius, que apareixen de color violeta. Aquesta característica està íntimament lligada a l'estructura donada per l'envolta cel·lular, que consisteix en una paret cel·lular fina de peptidoglicà intercalada entre una membrana interna (citoplasmàtica) i una membrana externa.
Dins aquesta categoria, les espècies destacades inclouen l'organisme model Escherichia coli, juntament amb diversos bacteris patogens, com Pseudomonas aeruginosa, Chlamydia trachomatis i Yersinia pestis.
Els gramnegatius suposen reptes importants en l'àmbit mèdic a causa de la seva membrana externa ja que actua com a barrera protectora contra nombrosos antibiòtics (inclosa la penicil·lina), detergents que normalment danyarien la membrana cel·lular interna i l'enzim antimicrobià lisozim produït pels animals com a part del seu sistema immunitari innat. A més, la membrana externa conté un lipopolisacàrid complex (LPS) o endotoxina, amb un lípid A el qual pot desencadenar una reacció tòxica quan els bacteris són lisats per cèl·lules immunitàries. Aquesta reacció pot provocar un xoc sèptic, que resulta en una disminució de la pressió arterial, insuficiència respiratòria, reducció del lliurament d'oxigen i acidosi làctica.

## Característiques

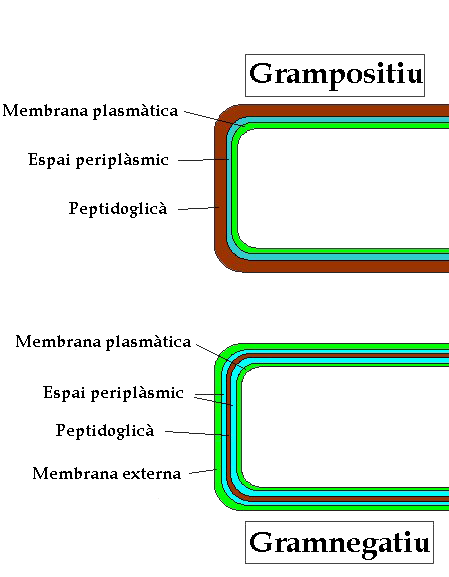
Diferències estructurals entre les parets cel·lulars de bacteris grampositius i gramnegatius.

L'envolta cel·lular dels bacteris gramnegatius està composta per una membrana citoplasmàtica (membrana interna), una paret cel·lular prima de peptidoglicà i una membrana externa que recobreix la paret cel·lular. Entre la membrana citoplasmàtica interna i la membrana externa hi ha l'espai periplasmàtic o periplasma, que conté enzims importants per la nutrició d'aquests bacteris.
La membrana externa conté diverses proteïnes; entre elles, les porines o canals proteics que permeten el pas de certes substàncies. També presenta una estructura anomenada lipopolisacàrid (LPS), formada per tres regions: el polisacàrid O (antigen), una estructura polisacarídica central o core (KDO) i el lípid A (endotoxina). El lipopolisacàrid conté una toxina termoestable que s'allibera en trencar-se el bacteri, podent resistir a l'esterilització en autoclau.
També poden presentar una capa S que es recolza directament sobre la membrana externa i no sobre la paret de peptidoglicà, com succeeix en els grampositius. Si presenten flagels, tenen quatre anells de recolzament enlloc dels dos que tenen els grampositius. No presenten àcids teicoics ni àcids lipoteicoics, típics també dels grampositius. La majoria dels bacteris gramnegatius no formen endospores.